# Луккано-пизанская школа живописи

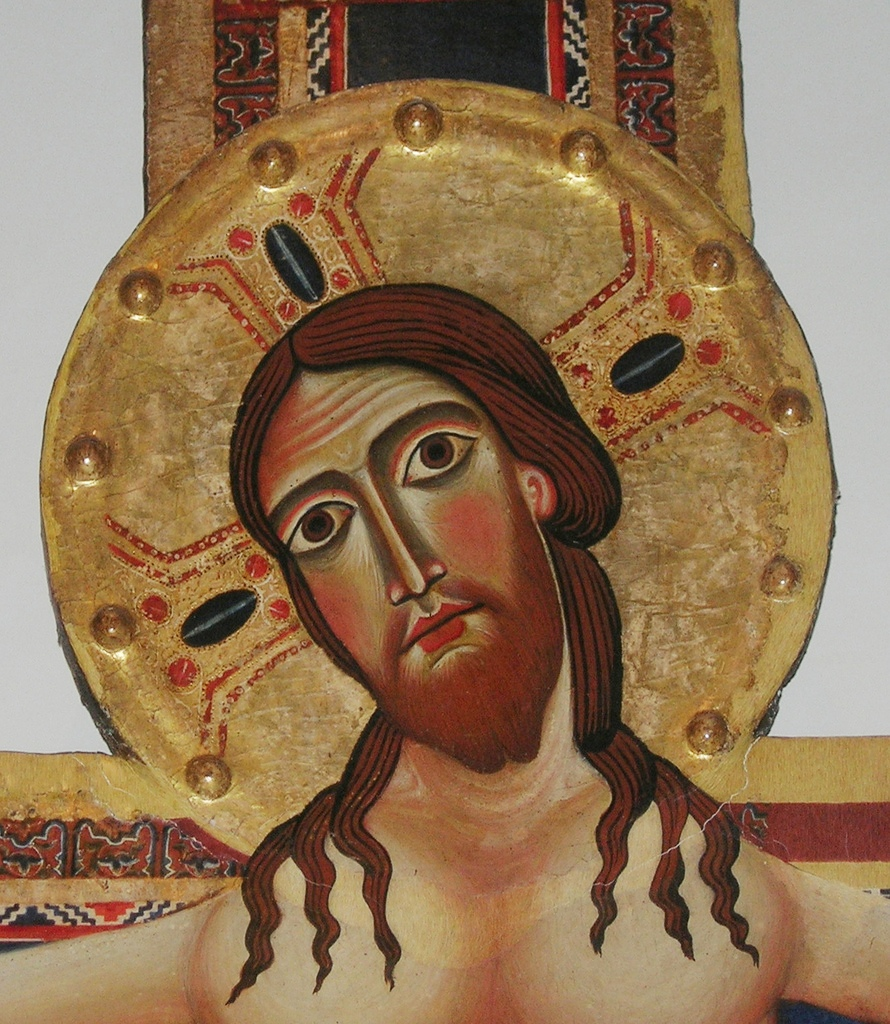
Крест. Деталь. Нач. XIII в. Мастерская Маргаритоне д’Ареццо(?). Пинакотека, Кастильон Фьорентино

Пизанская (луккано—пизанская) школа живописи — одна из художественных школ Италии, существовавшая в Тоскане в XII, XIII и начале XIV века. 

## Характеристика

### Значение
Без пизанской, или луккано-пизанской, школы живописи невозможно понять истоки итальянского проторенессанса, и в частности то, откуда появилось искусство Чимабуэ, Дуччо и Джотто.

### Начало

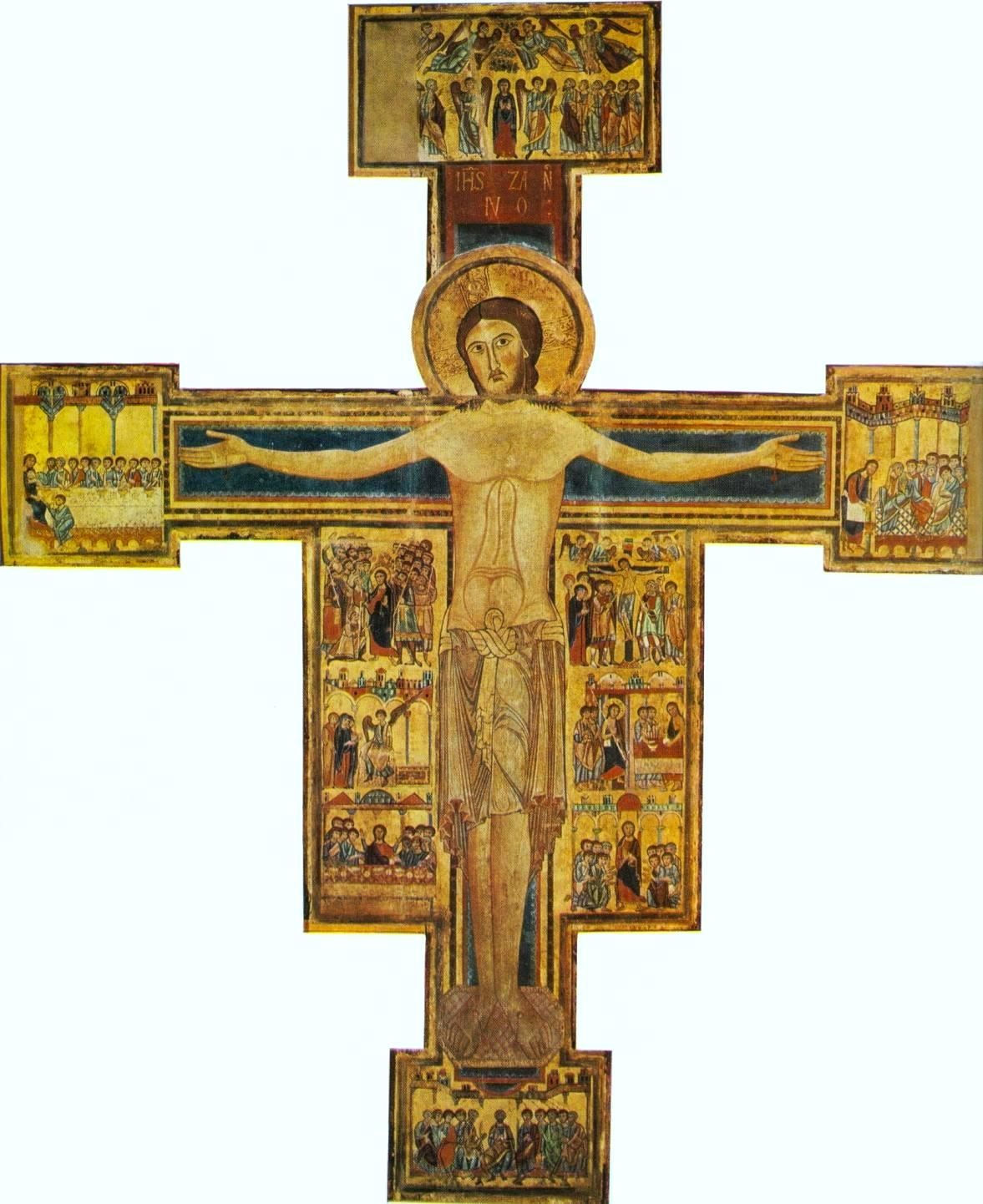
Анонимный пизанский мастер. Крест № 15. 1175-1200. Музей Сан-Маттео, Пиза

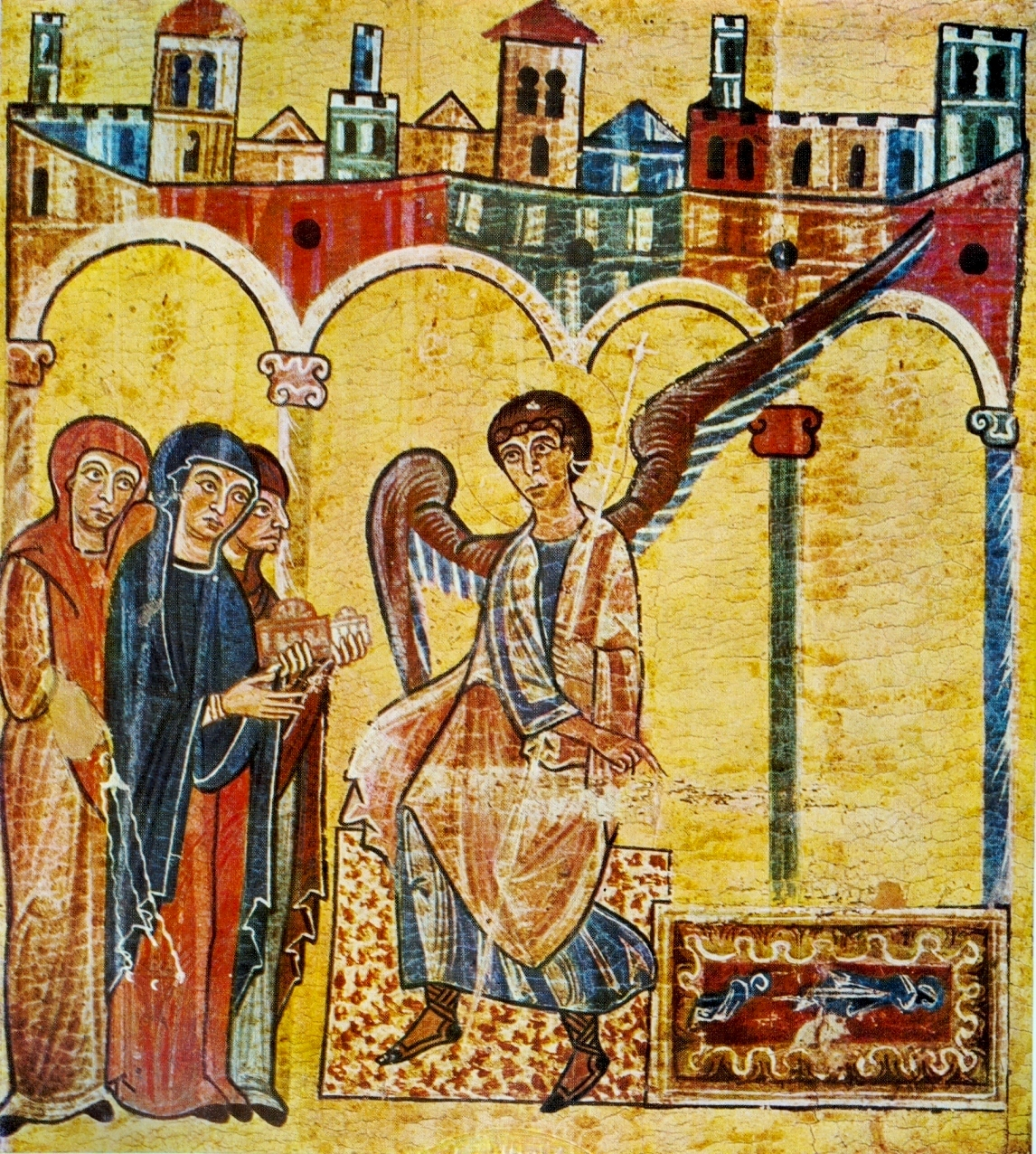
Крест № 15. Деталь

Дошедшие до наших дней произведения живописи XII—XIII веков немногочисленны. За прошедшие столетия храмы перестраивали, фрески переписывали заново, а дерево, которое использовалось тогда для алтарных картин, разрушалось.
Из произведений искусства и документов, сохранившихся до нашего времени, следует, что первая крупная художественная мастерская в Тоскане появилась в г. Лукка в начале XIII века, и принадлежала Берлингьеро ди Миланезе. Эта мастерская удовлетворяла потребности не только Лукки, но и окрестных городов. Несмотря на то, что Лукка часто враждовала с Пизой, на художественный процесс это влияло мало, и художники из этих городов-республик охотно обменивались идеями.
Живопись Лукки и Пизы XII века представлена в весьма малочисленных артефактах. Это несколько алтарных образов, написанных на досках, расписных крестов, и миниатюр в манускриптах. В стилевом отношении в первой половине XII века в живописи преобладали умбро-романские черты, а во второй половине века видно нарастание византийского влияния («Крест» № 15 из музея Сан Маттео в Пизе; миниатюры «Библии Кальчи», там же).
Несмотря на то, что в современных исследованиях лукканская и пизанская школы обычно разделяются, творческие приёмы, находки и идеи ранних художников этих городов так тесно переплетены, что подчас невозможно определить к какой школе принадлежит тот или иной артефакт. Близкое понятие — романо-пизанская школа, но это понятие чаще относят к архитектуре этого региона романского периода XII—XIII веков.

### Предпосылки возникновения. Влияние Византии
Для живописи XIII века было характерно с одной стороны усиление византийского влияния, с другой — нарастание поисков, уводящих из под этого влияния. В этом творческом противоречии и заключается основная суть луккано-пизанской школы в XIII веке.
Пиза в конце XI — начале XII века достигла наибольшего могущества. Эта республика по сути стала мировой морской державой, её корабли бороздили почти всё Средиземное море, а её купцы торговали от Багдада до Испании.
Очень тесные коммерческие связи у Пизы возникли с Византийской империей. Византийский император Алексей I Комнин предоставил пизанцам особые торговые привилегии. А спустя почти сто лет, в 1192 году, другой византийский император Исаак II Ангел подтвердил эти привилегии, оставив, правда, 4%-е налогообложение всех торговых операций пизанцев, чем они были весьма недовольны. В Константинополе у пизанцев был целый торговый квартал, где они жили, торговали, и держали склады. Торговля с Византией была очень активной, и византийские товары, особенно столичные предметы роскоши: изделия из слоновой кости, бронзовые изделия, украшенные ювелирами книги и церковная утварь, и, разумеется, византийские иконы, постоянно поступали в пизанский порт, и расходились по Тоскане и всей Италии.

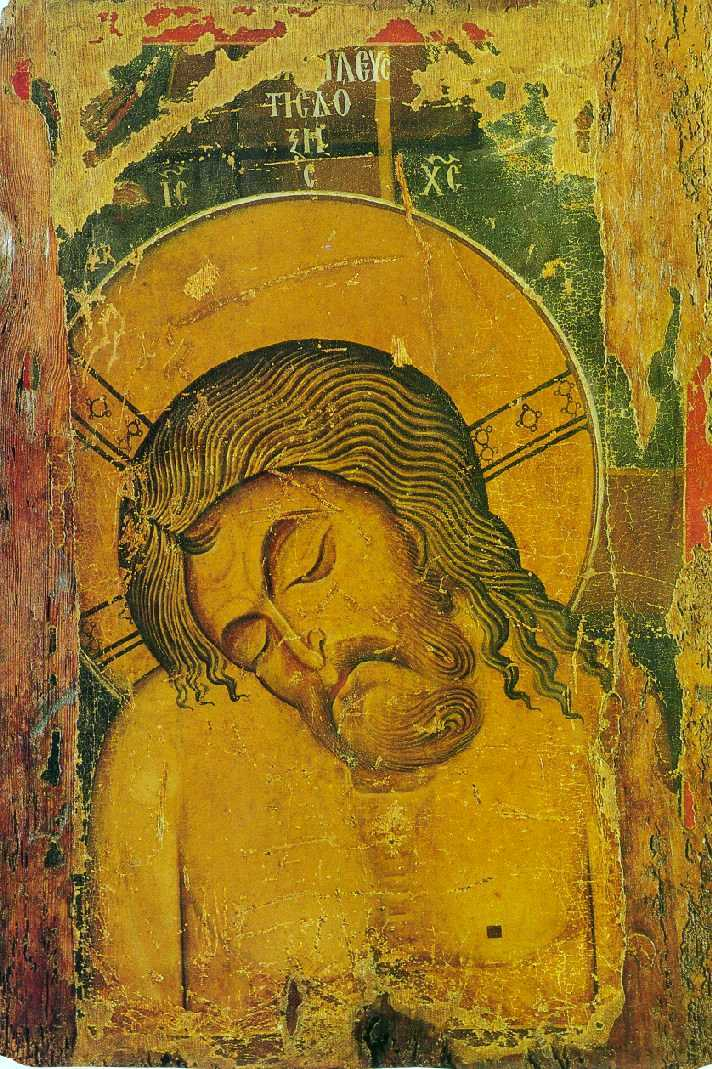
«Муж скорбей». Византийская икона XII века. Кастория, Греция

С большой долей уверенности можно предполагать, что с пизанскими купцами в Италию приезжали византийские художники, а пизанские художники смогли побывать в Константинополе и странах Леванта — всё это происходило несмотря на раскол между православием и католицизмом. Благодаря этим товарам, и этим художникам византийская живопись распространилась в Тоскане, став доминирующей. Преобладание византийской живописи может иметь целый ряд объяснений. Во-первых, тогда верили в то, что Византия, как хранительница античных древностей, сохранила истинные изображения Христа и остальных евангельских персонажей, обладающие чудодейственной силой, и что византийские иконы написаны едва ли не с натуры. Во-вторых, у византийцев была значительно более развитая иконография. В-третьих, византийские художники были значительно искуснее тогдашних художников Италии.

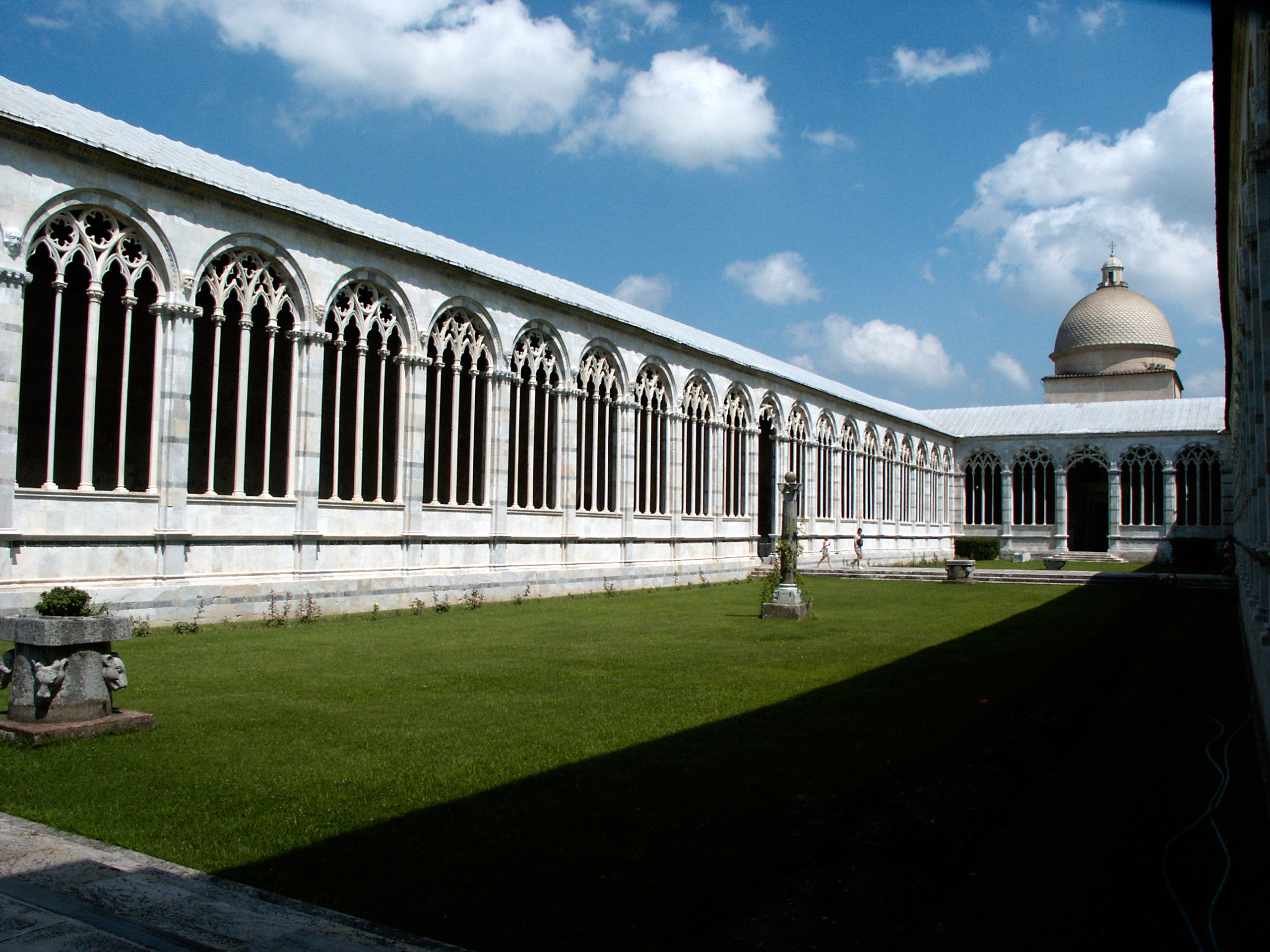
Кладбище Кампо-Санто, Пиза

Средневековая Пиза претендовала на очень многое, она хотела стать едва ли не новым Римом, её знатные горожане для своего погребения предпочитали роскошные древнеримские саркофаги, найденные при земляных работах. На центральное кладбище Кампосанто в трюмах 50 пизанских кораблей из Палестины, со священного холма, на котором был распят Христос была привезена земля — пизанцы хотели быть похороненными только в священной земле. Благодаря удачным войнам, и успешной деятельности купцов, в период расцвета Пизы в казне было достаточно денег, чтобы затевать грандиозные строительные проекты.
В XI—XII веках в Пизе был построен великолепный архитектурный ансамбль, состоящий из собора, баптистерия и знаменитой падающей башни. Собор в Пизе стал образцом для архитекторов из других городов, а скульптуры Никколо Пизано в пизанском Баптистерии — объектом вдохновения для многих художников Тосканы. На этом блестящем фоне представляется странным, что в живописи пизанские мастера не смогли сделать столь же впечатляющего прорыва. Однако, это не так, прорыв был. Пизанским мастерам принадлежит изобретение как минимум двух важных новаций в искусстве первой половины XIII века:
1. Переход от изображения «Христа торжествующего» к изображению «Христа страдающего».
2. Создание художником Джунта Пизано нового образа Христа, более материального, более человечного, испытывающего муки, понятные простым людям.

### Церковное влияние

Расписной крест из Лукки. 2-я половина XII века. Пинакотека, Лукка

К XIII веку искусство Италии стало формальным, застылым, и лишенным эмоций. Оно значительно уступало византийскому искусству, переживавшему в это время возрождение интереса к классическому античному прошлому. Однако в начале XIII века в Италии произошло важное для будущего искусства событие — появился церковный реформатор, св. Франциск Ассизский, со своими призывами «молиться разумом, а не губами», то есть воспринимать веру всей душой, а не механически повторять церковные догматы. Популярность его идей не могла не отразиться на вкусах и предпочтениях заказчиков изобразительного искусства.

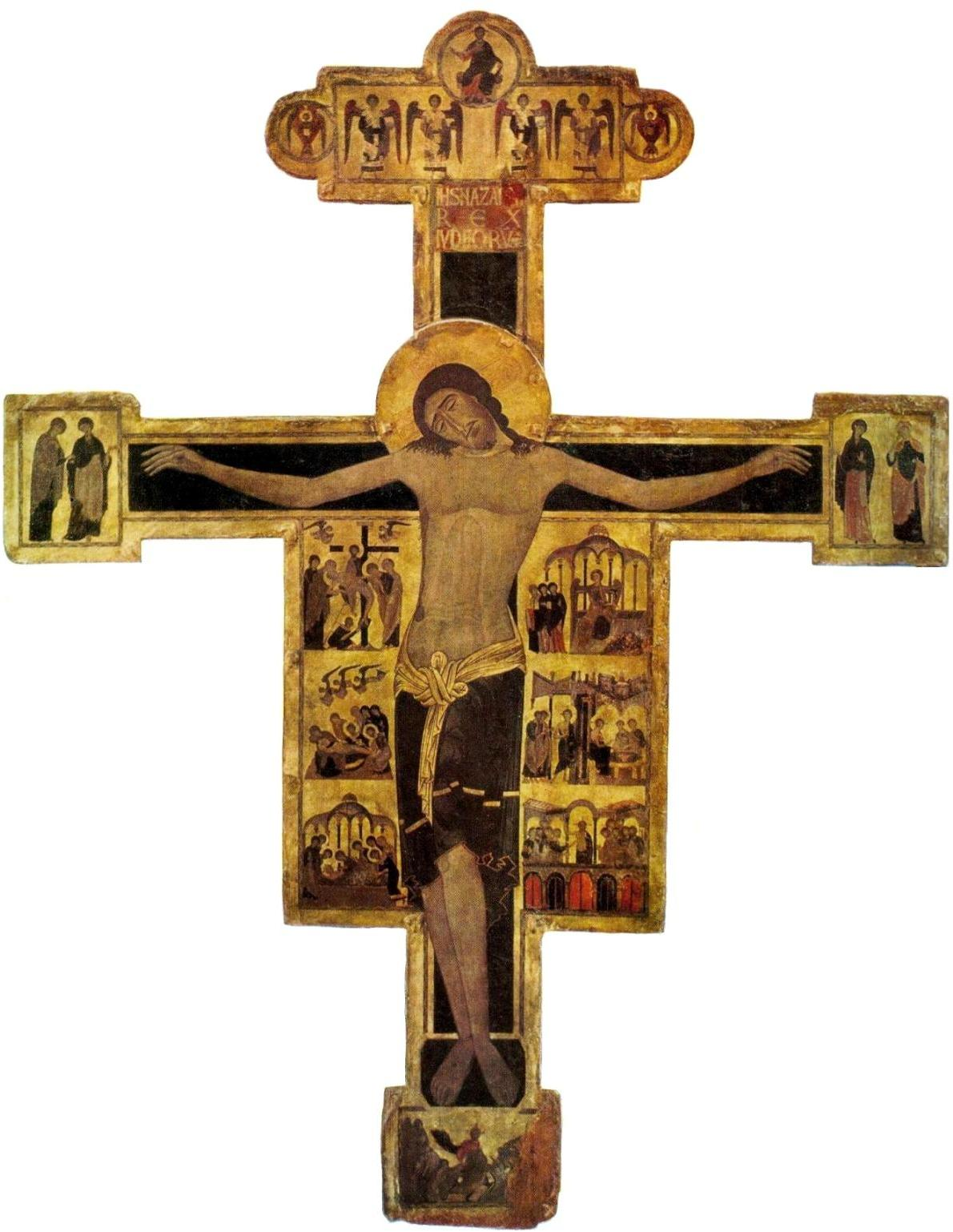
Крест № 20. Ок. 1200. Музей Сан-Маттео, Пиза

Самыми востребованными живописными форматами в XII — первой половине XIII века были алтарная картина и расписной крест. Алтарная картина в течение двух столетий не претерпела практически никаких структурных изменений — в центре изображалась крупная фигура святого, или евангельского персонажа, а по сторонам от неё сцены, связанные с деятельностью этого персонажа. С расписными крестами ситуация была иная. До начала XIII века Христос на этих крестах изображался в виде «Христа торжествующего» (лат. Christus triumphans) — преодолевшего смерть, и с широко раскрытыми глазами. Однако с первого десятилетия XIII века начала распространяться иная форма его изображения — «Христос страдающий» (Christus patiens), с упавшей набок головой, и повисшим безжизненным телом; по сторонам от Христа стали пририсовывать изображения Богоматери и Иоанна Крестителя, переживающих мучительный момент его кончины. Так, побуждая церковных прихожан к глубокому сопереживанию, художники откликнулись на призывы св. Франциска. И хотя известно, что иконография «Христа страдающего» до этого уже существовала в Византии, а первый пизанский расписной крест с такой иконографией (так наз. Крест № 20 из музея Сан-Маттео в Пизе), судя по всему, был создан бежавшим из Константинополя от крестоносцев византийским художником, сама идея этого новшества оказалась востребована художественным рынком, на котором одними из основных заказчиков-покупателей были францисканцы, строившие и украшавшие в то время множество церквей.

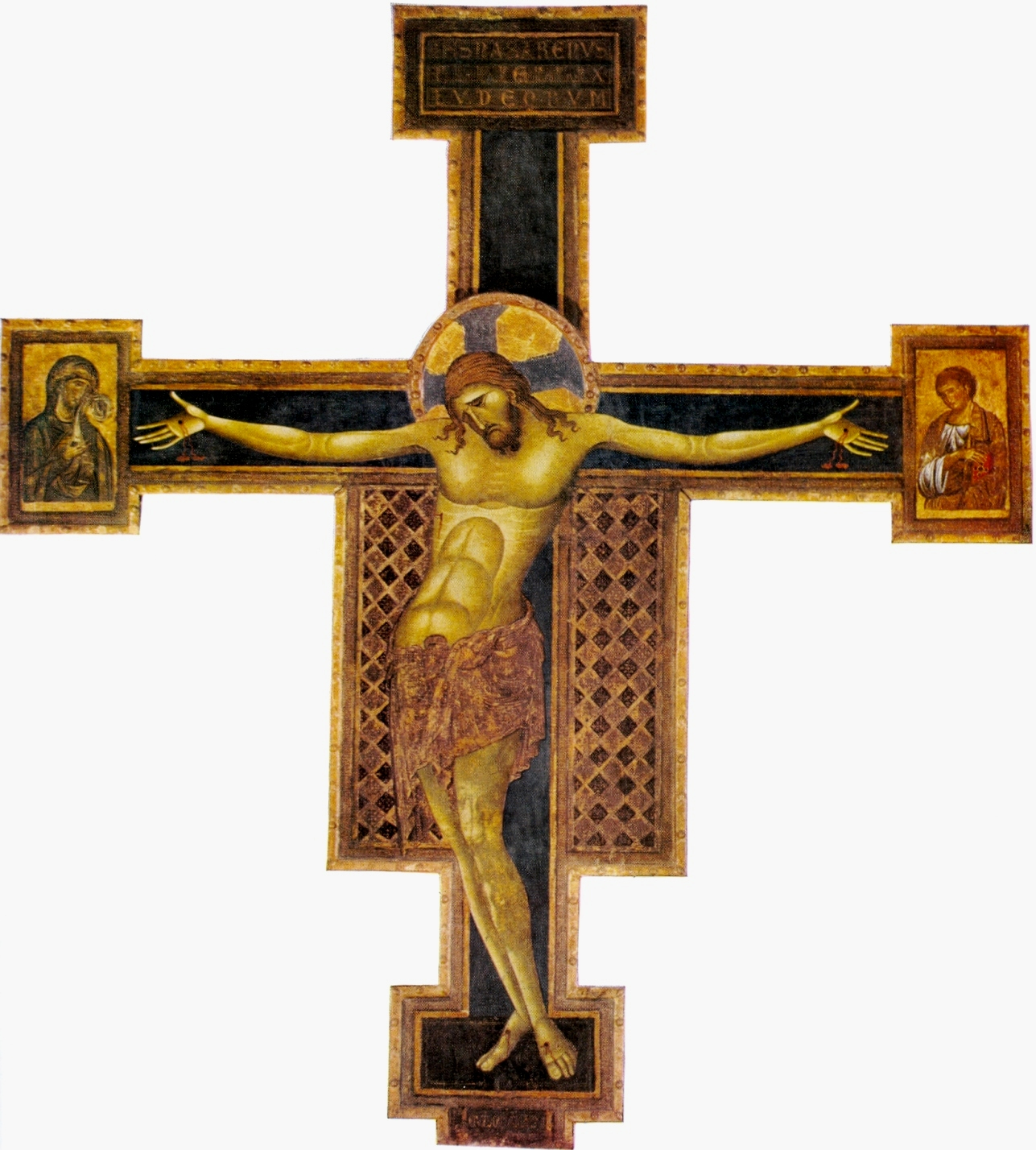
Джунта Пизано. Крест. Ок. 1250. Церковь Сан-Доменико, Болонья

Крупным реформатором живописи в первой половине XIII века был пизанец Джунта Пизано. На его расписных крестах тело Христа провисает под собственной тяжестью, а лик искажен гримасой смертельного страдания. Традицию Джунта продолжали и развивали несколько пизанских анонимных мастеров, а также Энрико ди Тедиче и его брат Уголино ди Тедиче, чья единственная подписанная работа хранится в Эрмитаже, Санкт-Петербург. Тип расписного креста, изобретённый Джунта Пизано, оставался популярным и в XIV веке.
Высшей точкой пизанской живописи XIII века является творчество Мастера Сан-Мартино, которого с полным основанием следует считать одним из прямых предшественников Чимабуэ. В 1301—1302 годах Чимабуэ жил и работал в Пизе. Среди всех его работ единственным документально подтвержденным произведением является мозаика в пизанском соборе. В этот же период он создал одну из своих «Мадонн» для церкви Санта-Мария-дель-Кармине, хранящуюся ныне в Лувре, Париж. В этом произведении композиция и особенности трона демонстрируют явное влияние «Мадонны» Мастера Сан-Мартино.

### Закат
Могущество Пизы продержалось 200 лет. В XIV веке республика стала приходить в упадок. Казна пустела, строительство замирало, потребность в художниках сокращалась. Последним крупным пизанским художником был Франческо Траини, однако он уже работал в популярной в XIV веке сиенской манере. Пизанская школа в XIV веке перестала существовать. Но почти весь XIII век пизанская (луккано-пизанская) школа была в Италии ведущей, а плоды её эволюции послужили дальнейшему расцвету итальянской живописи в других художественных центрах.

## Примечание
Большую роль в распространении византийской живописи в Италии сыграл Илья Кортонский, соратник св. Франциска Ассизского и глава францисканского ордена после его смерти. В 1217 г. Франциск Ассизский назначил Илью своим наместником на Terra Sancta, Святой земле, включавшей Грецию, Константинополь (к тому времени захваченный крестоносцами), Армению, Сирию, Палестину и Египет. Илья Кортонский обладал такими обширными знаниями догматики православия, что за консультациями к нему обращался римский папа. Он был убежденным сторонником того, что на древних византийских иконах представлены истинные образы Христа, Богоматери и т. д., обладающие чудодейственной силой. Именно он в 1236 году заказал Джунта Пизано первый расписной крест для Нижней церкви в Ассизи (ныне утерянный) с изображением мертвого Христа, у ног которого преклонив колени был нарисован сам Илья Кортонский — дерзость в то время неслыханная. Подробнее см. «История итальянского Ренессанса. Под редакцией Рольфа Томана» Konemann. 2000.

## Художники
- Византийский мастер распятия из Пизы
- Берлингьеро ди Миланезе
- Бонавентура Берлингьери
- Марко Берлингьери
- Джунта Пизано (Джунта ди Капитино)
- Микеле ди Бальдовино
- Уголино ди Тедиче
- Энрико ди Тедиче
- Раньери ди Уголино
- Мастер Сан-Мартино
- Деодато Орланди
- Траини, Франческо
- Чекко ди Пьетро
- Джованни ди Никола
- Пуччинелли, Анджело